# Damekko Dōbutsu
Damekko Dōbutsu (jap. だめっこどうぶつ, wörtlich Nutzlose Tiere) ist eine Manga-Serie von Noriko Kuwata, die von 2001 bis 2003 publiziert wurde. Sie thematisiert eine Reihe von nutzlosen „Tieren“, die sich nicht entsprechend ihrer von der Natur vorgeschriebenen Rolle verhalten. Der Manga wurde im Jahr 2005 durch eine 26-teilige Anime-Fernsehserie adaptiert, die vom Studio Magic Bus animiert wurde.

## Handlung
Der nutzlose Wolf Uruno, der wie alle Charaktere als Menschen in Tierkostümen dargestellt wird, ist auf der Suche nach einer neuen Heimat. Dabei stößt er auf einen Wald, der von vielen ebenfalls nutzlosen Tieren bewohnt wird. D.h. die Tiere verhalten sich nicht ihrer gewohnten Rolle, sondern haben die Eigenschaften anderer Arten übernommen. So hält sich der Hase Usahara selbst für einen Wolf, raucht, besitzt eine üble Laune und greift andere Tiere an. Obwohl er nach den ersten Konfrontationen den Wald wieder verlassen will, hängt er doch an der ungeschickten Gepardin Chiiko fest, in die er sich sofort verliebte. Das bringt ihn dazu sich doch länger in diesem Wald aufzuhalten und langsam gewöhnt er sich an seine neuen und ungewöhnlichen Freunde.

## Manga
Der Manga wurde vom japanischen Zeichner Noriko Kuwata geschrieben. Erstmals wurde in der November-Ausgabe 2001 des Magazins Manga Life veröffentlicht, das von Takeshobō veröffentlicht wird. Von Manga erschienen drei Tankōbon-Ausgaben, welche die bisher publizierten Kapitel zusammenfassten.

## Anime
In einer Kooperation mit dem japanischen Fernsehsender Kids Station produzierte das Animationsstudio Magic Bus eine 26-teilige Anime-Fernsehserie, die zunächst exklusiv auf Kids Station übertragen wurde. Die Folgen sind dabei jeweils nur fünf Minuten lang. Regie führte Setsuko Shibuichi nach dem Drehbuch geschrieben von Mitsuyo Suenaga. Die begleitende Musik wurde von Tatsuya Mukai produziert, während die Musik des Vor- und Abspanns durch eine Kooperation mit Lantis zur Verfügung gestellt wurde. So interpretierte Ryoko Shintani sowohl den Vorspanntitel Sekai de Ichiban Boku ga Suki! und die Musik des Endes Life is Free.

### Synchronisation
| Rolle    | japanische Sprecher (Seiyū) |
| -------- | --------------------------- |
| Uruno    | Motoki Takagi               |
| Usahara  | Noriaki Sugiyama            |
| Chiiko   | Sayaka Narita               |
| Yunihiko | Toshiyuki Morikawa          |